# フェアリーカップ
フェアリーカップは、岩手県競馬組合が盛岡競馬場で施行する地方競馬の重賞競走である。

## 概要
2000年に盛岡競馬場ダート1800mの古馬牝馬限定の特別競走として創設。なお回次は創設当初より付されている。
翌2001年から2006年までは水沢競馬場のダート1900m、2007年・2008年は同じくダート1800mでの開催となった。
2009年より施行場を盛岡競馬場ダート1800mに戻し、2013年より重賞に格上げされ、2016年・2017年は岩手競馬の格付制度導入に伴いM3競走として施行された。
2018年に準重賞に降格され、2020年は2006年以来14年ぶりに水沢競馬場ダート1900mでの開催となった。
2025年度にM3に格上げとなり、重賞に復帰することとなった。

### 条件・賞金等（2025年）
出走資格
サラブレッド系3歳以上牝馬オープン、岩手所属
負担重量
4歳以上A級56kg、同B1級以下54kg、3歳53kg
- 全馬A級の場合54kg

賞金額
1着350万円、2着122万5000円、3着70万円、4着45万5000円、5着24万5000円、着外手当3万5000円。
優先出走権付与
3着以上の馬にビューチフルドリーマーカップの優先出走権が付与される。

## 歴代優勝馬
重賞として施行された2013年から2017年及び2025年以後。
| 回数   | 施行日        | 競馬場 | 距離   | 優勝馬             | 性齢 | 所属 | タイム | 優勝騎手   | 管理調教師 | 馬主       |
| ------ | ------------- | ------ | ------ | ------------------ | ---- | ---- | ------ | ---------- | ---------- | ---------- |
| 第14回 | 2013年7月21日 | 盛岡   | D1800m | ミキノウインク     | 牝4  | 水沢 | 1:54.8 | 上田健人   | 関本浩司   | 中谷泰人   |
| 第15回 | 2014年7月20日 | 盛岡   | D1800m | コウギョウデジタル | 牝4  | 水沢 | 1:52.9 | 山本聡哉   | 菅原右吉   | 菊地捷士   |
| 第16回 | 2015年7月18日 | 盛岡   | D1800m | シェイプリー       | 牝6  | 水沢 | 1:59.6 | 坂口裕一   | 村上昌幸   | 大黒富美子 |
| 第17回 | 2016年7月16日 | 盛岡   | D1800m | ミラクルフラワー   | 牝4  | 水沢 | 1:54.3 | 村上忍     | 村上実     | 簗詰幸子   |
| 第18回 | 2017年7月15日 | 盛岡   | D1800m | ミラクルフラワー   | 牝5  | 水沢 | 1:52.9 | 村上忍     | 村上実     | 簗詰幸子   |
| 第26回 | 2025年8月10日 | 盛岡   | D1800m | ミニアチュール     | 牝5  | 水沢 | 1:53.0 | 佐々木志音 | 佐藤祐司   | 平賀敏男   |

### 各回競走結果の出典
- フェアリーカップ 歴代優勝馬 - 地方競馬全国協会
- JBISサーチ
  - 2013年、2014年、2015年、2016年、2017年、2018年、2019年、2020年、2021年、2022年、2023年、2024年、2025年